# El Hadj Mahfoud Mahieddine
El Hadj Mahfoud (en arabe : الحاج المحفوظ), né le  3 mars 1903 à Blida en Algérie et mort le 22 juillet 1979, est une figure de la musique classique algérienne. 

## Biographie
En 1936, El Hadj Mahfoud Mahieddine rejoignit El Ouidadia, dirigée à l'époque par Si Mahieddine Lekhal.
À partir de 1944, il commença à donner des concerts en direct à la Radio d'Alger. À cette époque, l'orchestre était dirigé par les frères Fekhardji.
Il continua à animer des soirées familiales et religieuses jusqu'en 1954, année où il mit fin à toute activité artistique.
En 1962, il reprit ses activités en donnant des concerts à la RTA. Il se retira définitivement en 1970.

### Vie privée
En 1953, El Hadj Mahfoud Mahieddine épouse la peintre Baya.

## Chansons
Parmi lesquelles,:
- Akil Alikou ya djenoune
- Ya Chemâa
- Hmama Noussik
- Salef Mekmoulet Elbha
- Mal Hbibi Malou